# Jean-Érasme Quellin
Pour les autres artistes de cette famille, voir Quellin.
Jean-Érasme Quellin (1634-1715) est un peintre flamand.

## Biographie
Fils du peintre Érasme II Quellin, il étudia la peinture comme son père, puis alla en Italie, où il prit pour modèle Paul Véronèse.
Il aimait peindre les vastes monuments, les somptueux festins, les scènes compliquées avec une abondance de personnages. 
Sa Piscine de Bethsaïde, au musée d'Anvers, est sans doute la plus grande toile qui existe, même si les Noces de Cana, dont il avait orné le réfectoire de l'abbaye de Tongerlo, dans la province d'Anvers (Belgique), n'étaient pas moins colossales. 
On considère que son chef-d'œuvre est Jésus-Christ guérissant les malades, à l'église Saint-Michel d'Anvers.